# Армянский государственный педагогический университет имени Хачатура Абовяна
Армянский государственный педагогический университет (АГПУ) — высшее учебное заведение, основанное в 1922 году в Армении, в городе Ереван. Адрес — проспект Тиграна Меца, 17.
Являясь самым ранним традиционно-образовательным учебным заведением, он и в наши дни считается одним из самых продвинутых университетов, ввиду некоторых недавних образовательных реформ, а также своим активным международным сотрудничеством. Деятельность университета отображает продуктивный учебный и научный процесс, основанный на постоянном расширении международных отношений в связи с сотрудничеством с самыми разными вузами не только стран содружества, но и ведущими зарубежными университетами. Университет сотрудничает с европейскими организациями, в результате чего пересмотрена и реформирована вся образовательная структура, которая соответствует европейским образовательным стандартам. Назван в честь армянского поэта XIX века Хачатура Абовяна
АГПУ реализовывает различные программы по обмену как студентов, так и преподавателей, принимает совместное участие в международных проектах, организовывает международные конференции, семинары, форумы. АГПУ является ведущим университетом в стране, который готовит компетентных и квалифицированных преподавателей и педагогов общеобразовательных школ. Университет осуществляет трехуровневую систему образования (бакалавриат, магистратура, аспирантура) по 60 разным специализациям, отличается эффективной методикой преподавания и учебными технологиями, имеет высококвалифицированный академический состав, оснащен модернизированным оборудованием и технологическими устройствами.
Основными структурными подразделениями Университета являются факультеты, кафедры, научно-исследовательские институты, научная библиотека, научный музей, дом-музей им. Хачатура Абовяна, управления и отделы, службы, высшая школа-училище, а также научно-учебные центры.
Ректор АГПУ с 2021 года — доктор психологических наук, профессор Србуи Геворгян.

## Факультеты
1. Филологический факультет,
2. Факультет истории и правоведения,
3. Факультет начального образования,
4. Факультет биологии, химии и географии,
5. Факультет психологии образования и социологии,
6. Факультет иностранных языков,
7. Факультет математики, физики и информатики,
8. Факультет художественного образования,
9. Факультет специального образования,
10. Факультет культуры.

## Перечень специальностей
1. Армянский язык и литература,
2. Математика,
3. Физика,
4. Информатика,
5. Естествознание,
6. Технология и предпринимательство,
7. Химия,
8. Биология,
9. Науки об окружающей среде,
10. Ландшафтное планирование,
11. География,
12. История,
13. Правоведение,
14. Обществоведение,
15. Культурология,
16. Музыкальное образование,
17. Изобразительнье искусство,
18. Моделирование одежды,
19. Декоративно-прикладное искусство,
20. Теория, история и управление искусства,
21. Социальная работа,
22. Психология,
23. Военная психология,
24. Клиническая психология и психотерапия,
25. Психология личности и психологическое консультирование,
26. Практическая психология,
27. Юридическая психология,
28. Социальная и политическая психология,
29. Семейная психология,
30. Социальная педагогика,
31. Социология,
32. Журналистика,
33. Режиссура,
34. Инструментальное исполнительство,
35. Хореография,
36. Библиотечно-информационные источники,
37. Музейное дело и охрана историко- культурных памятников,
38. Художественная фотография,
39. Операторство,
40. Управление /по сферам/,
41. Продюсерское дело,
42. Педагогическая психология,
43. Начальная педагогика и методика,
44. Начальная педагогика и методика с русским языком обучения,
45. Дошкольная педагогика и методика,
46. Шахматы,
47. Тифлопедагогика,
48. Сурдопедагогика,
49. Олигофренопедагогика,
50. Логопедия,
51. Эрготерапия,
52. Специальная психология,
53. Арт-терапия,
54. Специальная педагогика,
55. Английский язык и литература,
56. Немецкий язык и литература,
57. Французский язык и литература,
58. Испанский язык и литература,
59. Русский язык и литература,
60. Управление образованием.